# Heráti nemzetközi repülőtér
A Herati nemzetközi repülőtér (IATA: HEA, ICAO: OAHR) Afganisztán egyik nemzetközi repülőtere, amely Herát közelében található. 

## Futópályák
A repülőtér futópályái:
- 18/36

## Forgalom
Az utasforgalom az elmúlt években az alábbi módon változott:

## Légitársaságok és úticélok
| Légitársaság           | Célállomások |
| ---------------------- | ------------ |
| Ariana Afghan Airlines | Kabul        |
| Kam Air                | Kabul        |